# Cryonectes
Cryonectes neustriacus is een lid van de Plesiosauria dat tijdens de vroege Jura leefde in het gebied van het huidige Frankrijk.

## Vondst en naamgeving
In de jaren tachtig van de twintigste eeuw vonden amateurpaleontologen een skelet van een plesiosauriër in de steengroeve van Roche−Blain, in Fresney−le−Puceux nabij Laize−la−Ville, tien kilometer ten zuiden van Caen. In 2007 werd het toegevoegd aan de collectie van het Musée de l’Agglomération d’Elbeuff in Elbeuf−sur−Seine. Omdat de schedelbeenderen van plesiosauriërs vaak delicaat zijn, is het lastig ze mechanisch te prepareren. In dit geval werd besloten ze vrij te leggen met een zuurbad. Dezelfde teerheid leidde er echter toe dat ze hierdoor flink beschadigd raakten, vooral de tanden die hun glazuur verloren en barstten.

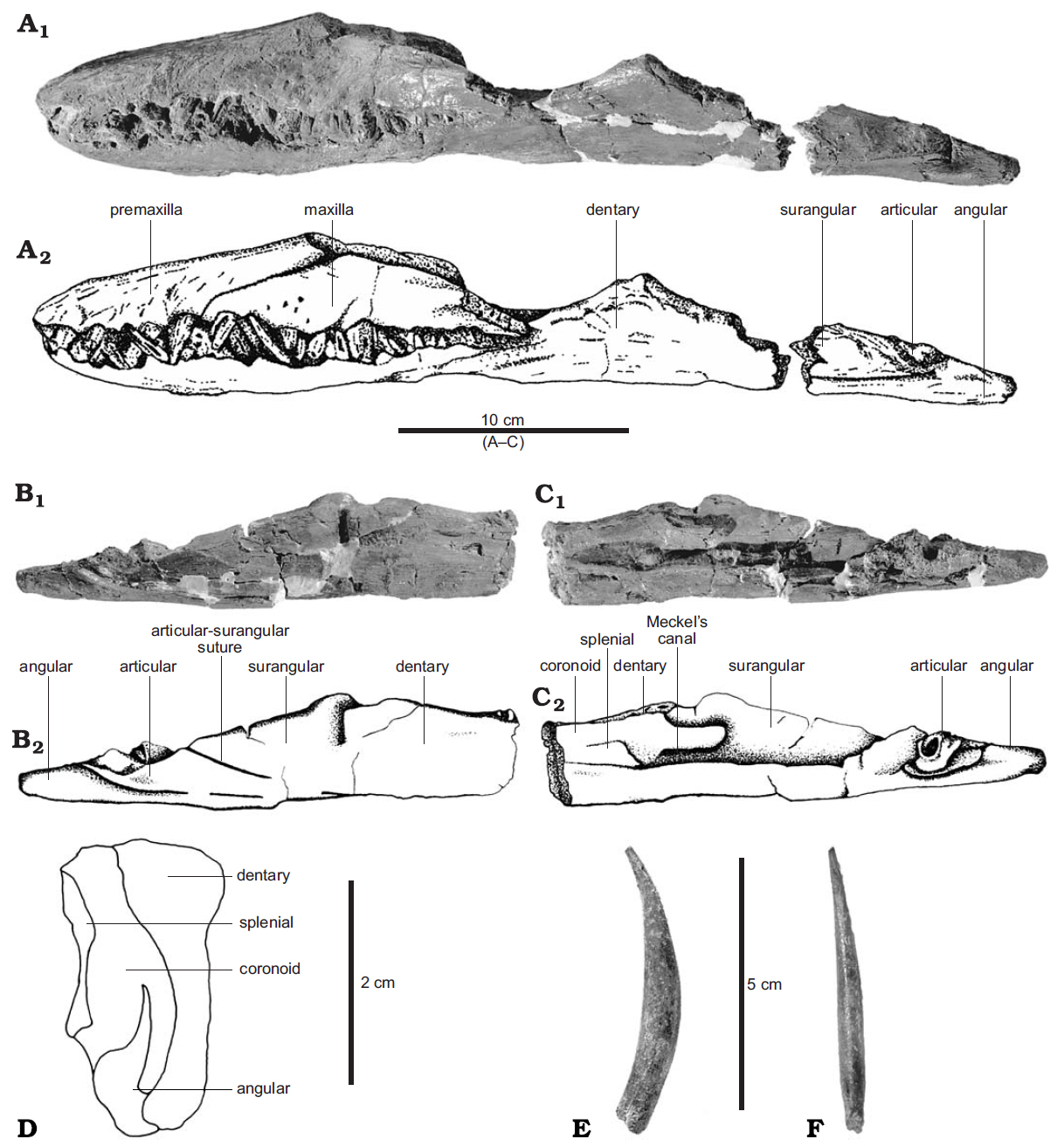
Delen van het holotype

In 2013 werd de typesoort Cryonectes neustriacus benoemd en beschreven door Peggy Vincent, Nathalie Bardet en Emanuela Mattioli. De geslachtsnaam is afgeleid van het Grieks kryos, "koude", en nèktès, "zwemmer", een verwijzing naar de relatief lage temperatuur van het Pliensbachien. De geslachtsnaam verijst naar het Frankische koninkrijk Neustrië waar het vondstgebied in de zesde eeuw deel van uitmaakte.

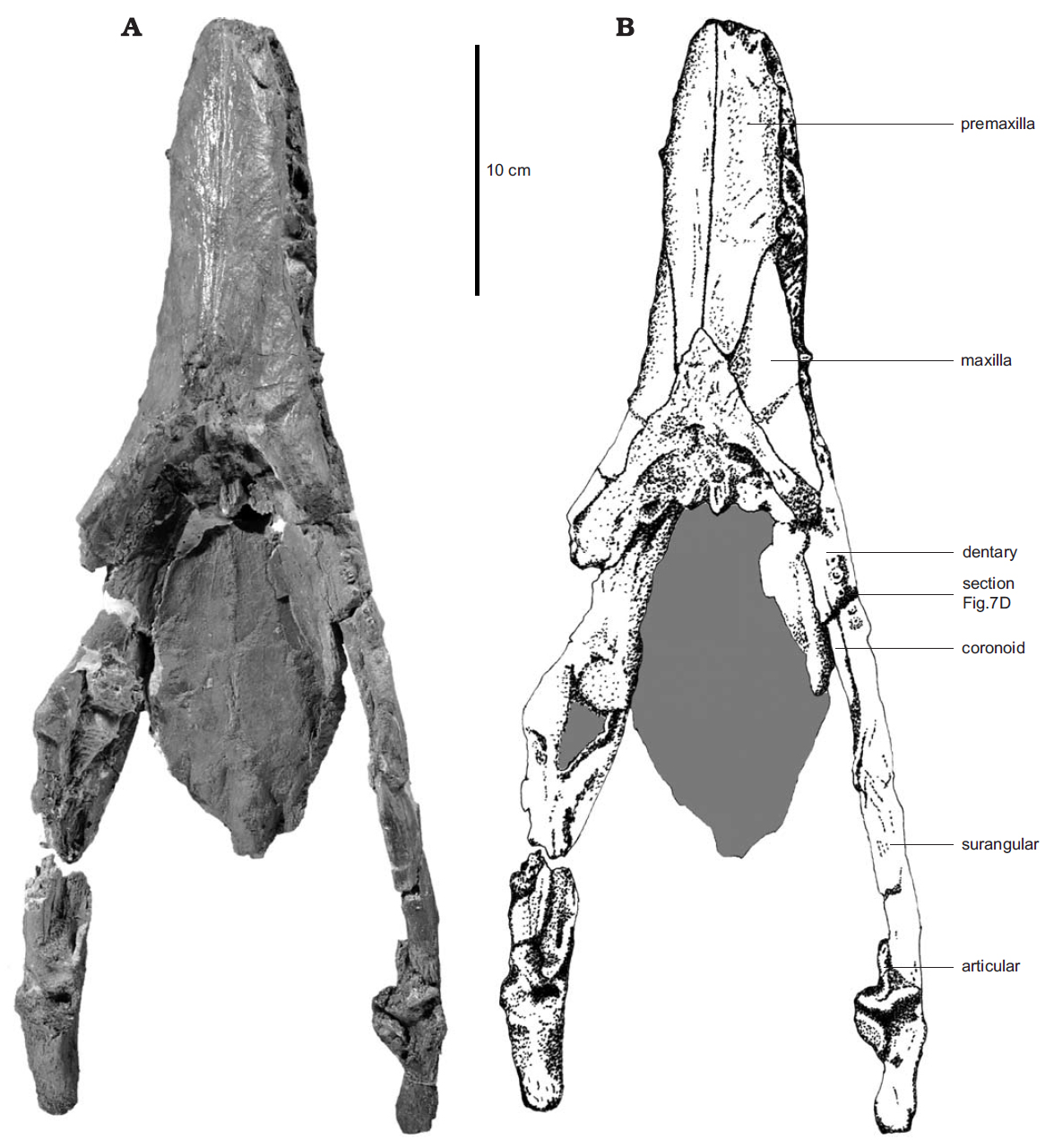
De schedel in bovenaanzicht

Het holotype,  MAE 2007.1.1(J), is gevonden in een laag kalksteen van de Calcaire à Bélemnites die dateert uit het late Pliensbachien, ongeveer 184 miljoen jaar oud. Het bestaat uit een gedeeltelijk skelet met schedel. Behalve de schedel bestaat die uit de eraan verbonden onderkaken. Tien losse wervels zijn erbij gevonden waarvan minstens negen halswervels. Het betreft een jongvolwassen, of wellicht wat ouder juveniel, individu.

## Beschrijving
De lengte van Cryonectes is geacht op drie à vier meter. De schedel is zevenveertig centimeter lang.
De beschrijvers stelden enkele onderscheidende kenmerken vast. Het betreft een unieke combinatie van op zich niet unieke eigenschappen. De raakvlakken tussen de praemaxillae en de bovenkaaksbeenderen zijn zeer licht ingesnoerd. De snuit is flink verlengd. De voorste holte tussen de pterygoïden is zeer dun met een puntig voorrand en achterrand. De achterste takken van de pterygoïden hebben twee naar buiten en onderen gerichte lage richels. De symfyse van de onderkaken is lang met zeven tandposities maar de lengterichel op de onderkant behoudend. De gwrichtsfacetten van de halswervels zijn relatief platycoel, plat van voren en hol van achteren. De onderzijden van de centra van de halswervels zijn bijna plat zonder kiel of inzinkingen rond de aderkanalen.

## Fylogenie
Cryosaurus is in de Pliosauridae geplaatst, in een basale positie, onder Pliosaurus.